# Екваториално саки
Екваториалното саки (Pithecia aequatorialis) е вид бозайник от семейство Сакови (Pitheciidae).

## Разпространение
Видът е разпространен в Еквадор и Перу.